# Sarreguemines FC
Câu lạc bộ bóng đá Sarreguimines là một câu lạc bộ bóng đá Pháp từ Sarreguemines, Moselle, Lorraine. Được thành lập vào năm 1919 và trước đây được gọi là Association Sarreguiminois de football 93.

## Lịch sử
Đội đã lọt vào vòng 1/32 của 2015-16 Coupe de France, đánh bại SC Schiltigheim, và Dijon FCO và Valenciennes FC của Ligue 2, trước khi thua đội bóng hạng 5 US Granville.